# Leninskoje (Jødiske autonome oblast)
Leninskoje (russisk: Ленинское) er en landsby (selo) i den Jødiske autonome oblast i den fjernøstlige del af Rusland. Den har et indbyggertal på 4.785 (2021) indbyggere og ligger på grænsen til Kina.